# Georg Hörmann (Mediziner)
Georg Hörmann (* 31. Mai 1914 in Oldenburg; † 19. März 1996 in Lübeck) war ein deutscher Gynäkologe.

## Leben
Georg Hörmann studierte Medizin von 1933 bis 1939 an den Universitäten Heidelberg, Königsberg, München und Kiel. 1939 bestand er das Staatsexamen in Kiel und er promovierte mit einer Arbeit über Säuglingsernährung. Nach einem Volontariat an der Kinder-Universitäts-Klinik in Kiel begann er 1940 die gynäkologische Facharztausbildung an der Universitäts-Frauenklinik Kiel (Direktor Ernst Philipp). Von 1944 bis 1945 wurde Hörmann zum Kriegsdienst eingezogen. 1945–1946 war er Assistent am Universitäts-Institut für pathologische Anatomie in Kiel (Direktor Walter Büngeler). 1946 erhielt er die Anerkennung als Facharzt für Frauenheilkunde und Geburtshilfe. 1947 habilitierte er sich mit einer Arbeit über Störungen in der Schwangerschaft.
1953 wurde Hörmann in Kiel zum außerplanmäßigen Professor ernannt und von 1961 bis 1963 leitete er kommissarisch als Direktor die Universitäts-Frauenklinik. 1963 folgte die Berufung zum Extraordinarius für Gynäkologie und Geburtshilfe an der Freien Universität Berlin und zum Direktor der FU-Frauenklinik im Städtischen Krankenhaus Moabit sowie 1966 die Berufung zum ordentlichen Professor für Gynäkologie und Geburtshilfe an der FU Berlin. 1969 bis 1982 leitete Hörmann als Geschäftsführender Direktor die Frauenklinik im Klinikum Steglitz der FU Berlin. Die Schwerpunkte der Klinik lagen unter seinem Direktorat auf den Gebieten der gynäkologischen Onkologie, der Senologie, der Endokrinologie und der Plazentaforschung.